# Dry As A Bone/Rehab Doll
Albums de Green River
Rehab Doll
(1988)
Dry As a Bone / Rehab Doll est une compilation du groupe américain Green River.Il s'agit en fait de la réunion du Ep, Dry As a Bone et de l'album Rehab Doll plus trois titres bonus.

## Historique
L'Ep Dry As a Bone et la chanson Searching furent enregistrés par Jack Endino dans les studios Reciprocal (8 pistes) de Seattle en juin 1986. Ain't Nothing to Do fut enregistré par Gordon Halpburn et mixé par Endino en mars 1985, Queen Bitch fut enregistré par Endino en juillet 1987.
Rehab Doll fut enregistré par Bruce Calder dans le studio Steve Lawson Production (24 pistes) entre août 1987 et janvier 1988.

## liste des titres
- Tous les titres sont signés par Jeff Ament, Mark Arm, Bruce Fairweather, Stone Gossard et Alex Vincent sauf indications.

Dry As a Bone
1. This Town - 3 min 23 s
2. P.C.C. - 3 min 44 s
3. Ozzie  (Ament / Arm / Fairweather / Gossard / Vincent / Jeff Magner / Pat Stratford / Mike Thorpe / Lyon Wong) - 3 min 11 s
4. Unwind - 4 min 42 s
5. Baby Takes - 4 min 24 s

Titres bonus
1. Searchin - 3 min 48 s (Inédit)
2. Ain't Nothing To Do  (Stiv Bators / Cheetah Chrome) - 2 min 38 s (Face B du single Together We'll Never)
3. Queen Bitch  (David Bowie) - 2 min 58 s (titre bonus figurant sur la cassette de Rehab Doll)

Rehab Doll
1. Forever Means - 4 min 20 s
2. Rehab Doll  (Arm / Paul Solger) - 3 min 23 s
3. Swallow My Pride (Arm / Steve Turner) - 2 min 59 s
4. Together We'll Never - 4 min 01 s
5. Smiling And Dyin' - 3 min 23 s
6. Porkfist - 3 min 13 s
7. Take A Dive - 3 min 28 s
8. One More Stitch - 3 min 53 s

## Musiciens
- Mark Arm : chant.
- Stone Gossard: guitares, chœurs.
- Jeff Ament: basse, chœurs.
- Bruce Fairweather: guitares.
- Alex Vincent : batterie, percussion.